# Каяк
Кая́к — небольшая узкая гребная лодка, приводимая в движение двухлопастным веслом.

## Название
Название происходит из эскимосских языков: qajaq (ᖃᔭᖅ [qɑˈjɑq]), qayaq (от qai — «покрытая») и алеутского языка: Iqyax (игах).

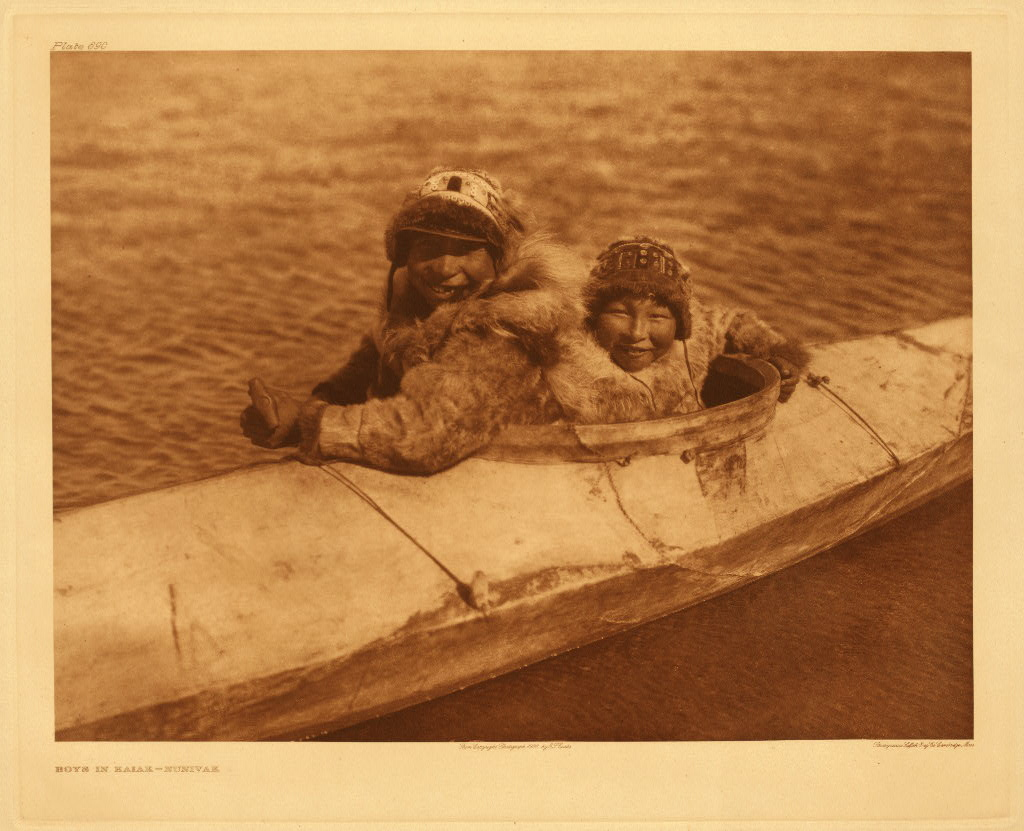
Эскимосский каяк

Имеются некоторые особенности в использовании в русском языке довольно поздно заимствованного термина «каяк». Термин «каяк» традиционно употребляют, в основном, для одноместных лодок, хотя бывают и двухместные каяки. Спортивные и туристические лодки для гребли по гладкой воде (которые не рассчитаны на выполнение эскимосских переворотов) в русском языке называются ранее пришедшим в русский язык словом «байдарка». В английском языке все они обозначаются одним словом kayak.

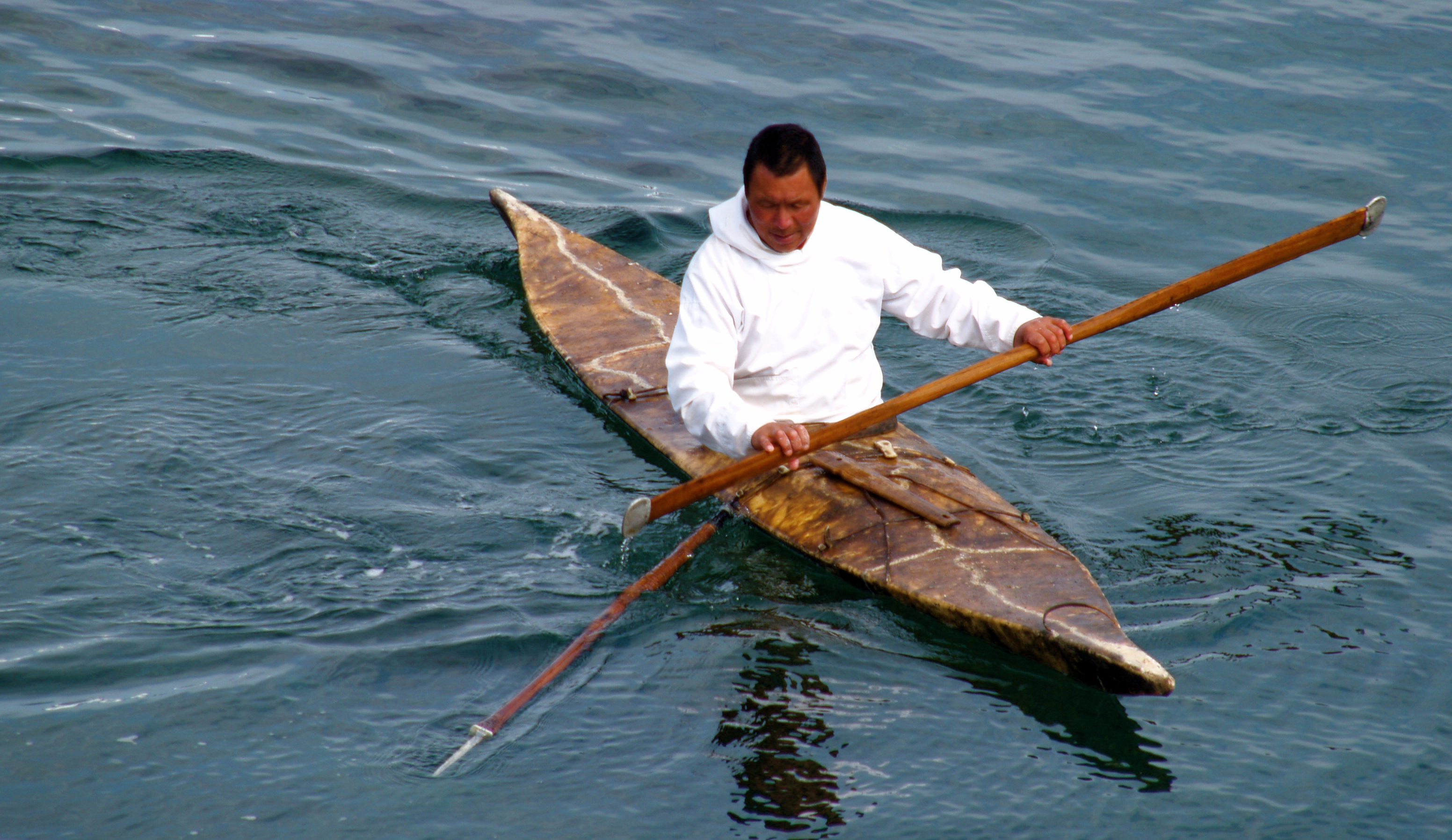
Эскимосский (инуит) охотник на морских котиков, вооруженный гарпуном, в каяке

## История
Традиционный каяк — это промысловая лодка для морской охоты у коренных народов Арктики с побережья Берингова моря. У русских такие и сходные с ними лодки по привычке назывались «байдарками».
Использовали на внутренних водоёмах и в прибрежных водах Северного Ледовитого океана, северной Атлантики, Берингова моря и северной части Тихого океана.
Традиционно делали из кож моржей и тюленей, натянутых на каркас из дерева (плавника) и кости, а в безлесных районах — из китового уса (восточные эскимосы). Крепление каркаса и сшивка водонепроницаемым швом производили с помощью жил и китового уса. 
Деревянный решётчатый каркас скрепляли китовым усом, что обеспечивало ему эластичность, снаружи обтягивали кожами нерпы или сивучей, сверху устраивали проём-люк для посадки гребца. Широкий пояс из кишок сивуча, одетый на гребца каяка, полностью закрывал люк и обеспечивал водонепроницаемость. 
На каяках использовали двухлопастные вёсла, охотник, преследуя зверя, бил его гарпуном. При появлении огнестрельного оружия распространение получили двухместные каяки, для стрельбы из ружья у охотника должны быть свободны руки, а для гребли брали мальчика или старика. С приходом русских и американцев трёхместные каяки стали использовать для перевозки пассажиров.

## Настоящее время

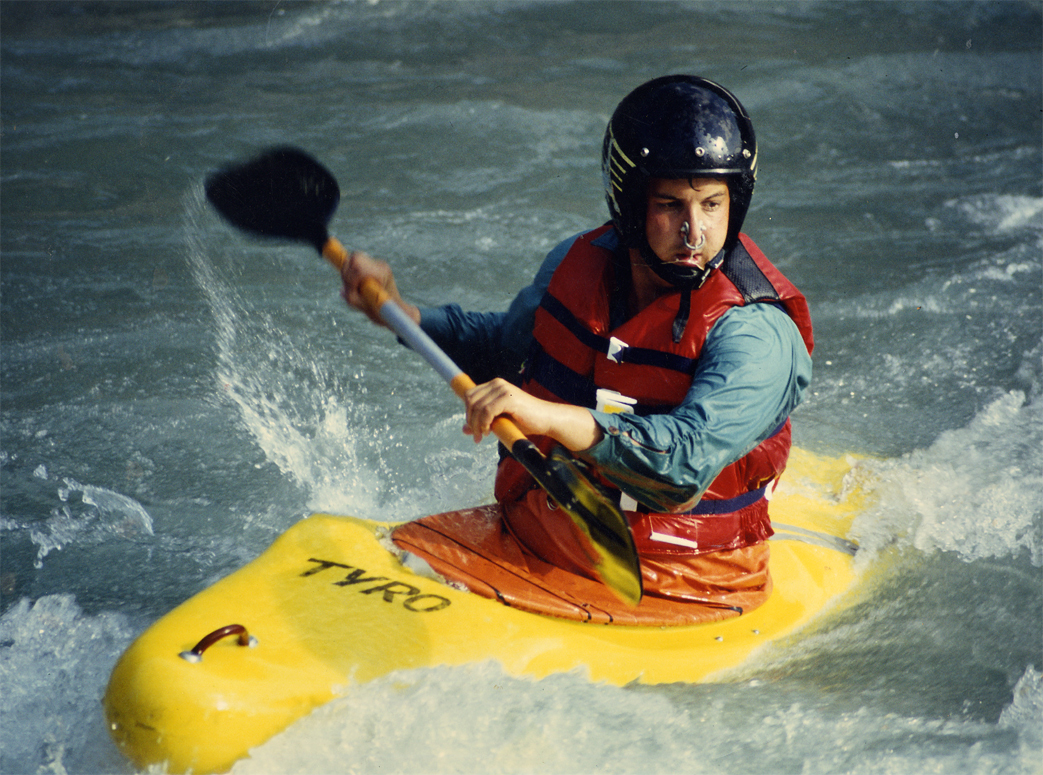
Современный сплавной каяк из прочного пластика легко выдерживает удары о камни. Видна юбка, закрывающая посадочное место от попадания воды внутрь каяка

Современные модели каяков обычно изготавливают промышленным способом с использованием современных материалов и технологий.
Как правило, посадочное место гребца закрывают специальным фартуком («юбкой»), не дающим воде проникнуть в лодку даже при перевороте. Это даёт гребцу возможность совершать эскимосский переворот (постановку лодки на ровный киль из перевёрнутого состояния).
Основные отличия каяка от каноэ:
- на каяке гребут при помощи двухлопастного весла, редко — однолопастным, а на каноэ гребут однолопастным и редко — двухлопастным;
- на каяке гребец сидит на ягодицах, реже — на коленях, тогда как на каноэ может располагаться любым способом, в том числе и на специальном сиденье (на спортивном каноэ гребут, стоя на одном колене).

### Использование
Современные каяки используют в водном туризме и предназначены, в зависимости от конструкции, для плавания по бурным рекам, озёрам, а также для плавания по обширным водоёмам, включая прибрежные воды морей, для чего строят специальные морские каяки. В зависимости от назначения различают каяки для гребного слалома, для водного родео (фристайла), каяки для водного туризма, для экспедиций.

### Sit-on-top каяк

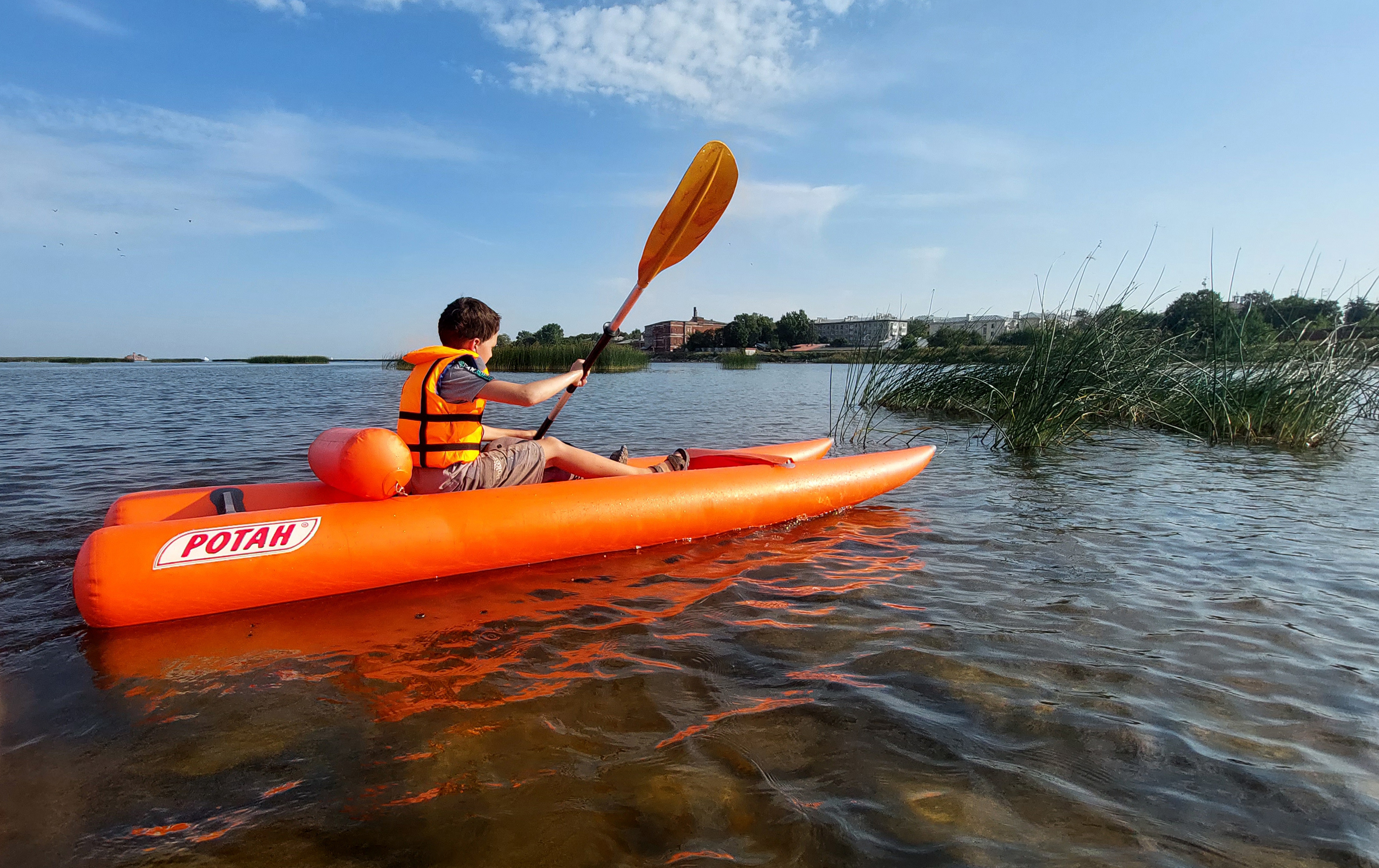
надувной моторный каяк "Ротан Малышок"

Некоторые современные каяки, так называемые sit-on-top, не имеют ни деки, ни юбки. Их непотопляемость обеспечена герметичным корпусом, на котором сидит гребец. 
Каяки типа sit-on-top выпускаются в вариантах для 1–4 гребцов. Они особенно популярны для рыбалки и дайвинга, поскольку обеспечивают возможность удобно слезать в воду и вылезать из нее, менять положение гребца и иметь доступ к люкам и грузовым отсекам. Обычно сиденье в sit-on-top находится немного выше уровня воды, поэтому центр тяжести гребца выше, чем в традиционном каяке. Чтобы компенсировать это, sit-on-top часто делают шире и, следовательно, медленнее, чем традиционные каяки той же длины.  
Вода, попадающая в кокпит sit-on-top каяка, стекает через  трубки, идущие от кокпита к нижней части корпуса. Таким образом, кокпит самоосушается. Корпус может быть герметичным или иметь перфорацию в виде люков и креплений на палубе. Вопреки распространенному мнению, корпус sit-on-top каяка не является самоотливным, поскольку проникшая внутрь вода не вытекает автоматически, как в более крупных лодках с системами самоотлива. Более того, жесткий корпус sit-on-top невозможно изготовить так, чтобы обеспечить полную водонепроницаемость, и вода может проникать через различные отверстия в корпусе, обычно вокруг люков и палубных аксессуаров.  
Если sit-on-top каяк загружен до уровня, когда эти отверстия оказываются под водой, или если вода настолько бурная, что они часто погружаются, корпус может наполниться водой незаметно для гребца. Если герметичный корпус треснет или получит пробоину, он также наполнится водой и затонет.  
Корпуса надувных каяков sit-on-top цельные, как правило, изготавливаются из ПВХ. Крепления для грузов и аксессуары приклеиваются к корпусу, таким образом, он остается герметичным. Тем не менее, остается риск попадания воды при интенсивной гребле или преодолении бурных участков, поэтому отдельные модели надувных sit-on-top каяков оснащают системой самоотлива - шпигатами.
Одна из разновидностей sit-on-top каяран, имеющий катамаранную или тримаранную схему и в силу повышенной остойчивости предназначен для неопытных гребцов.

### Морской каяк
Морской каякинг по уровню экстрима мало чем уступает каякингу на бурной воде. Правда, здесь ставят совершенно другие цели и предъявляют другие требования к каякам. Первое, что отличает морской каяк от других — это большая длина, (ориентировочно, 5 и более метров), а также заострённые и поднятые вверх нос и корма. 

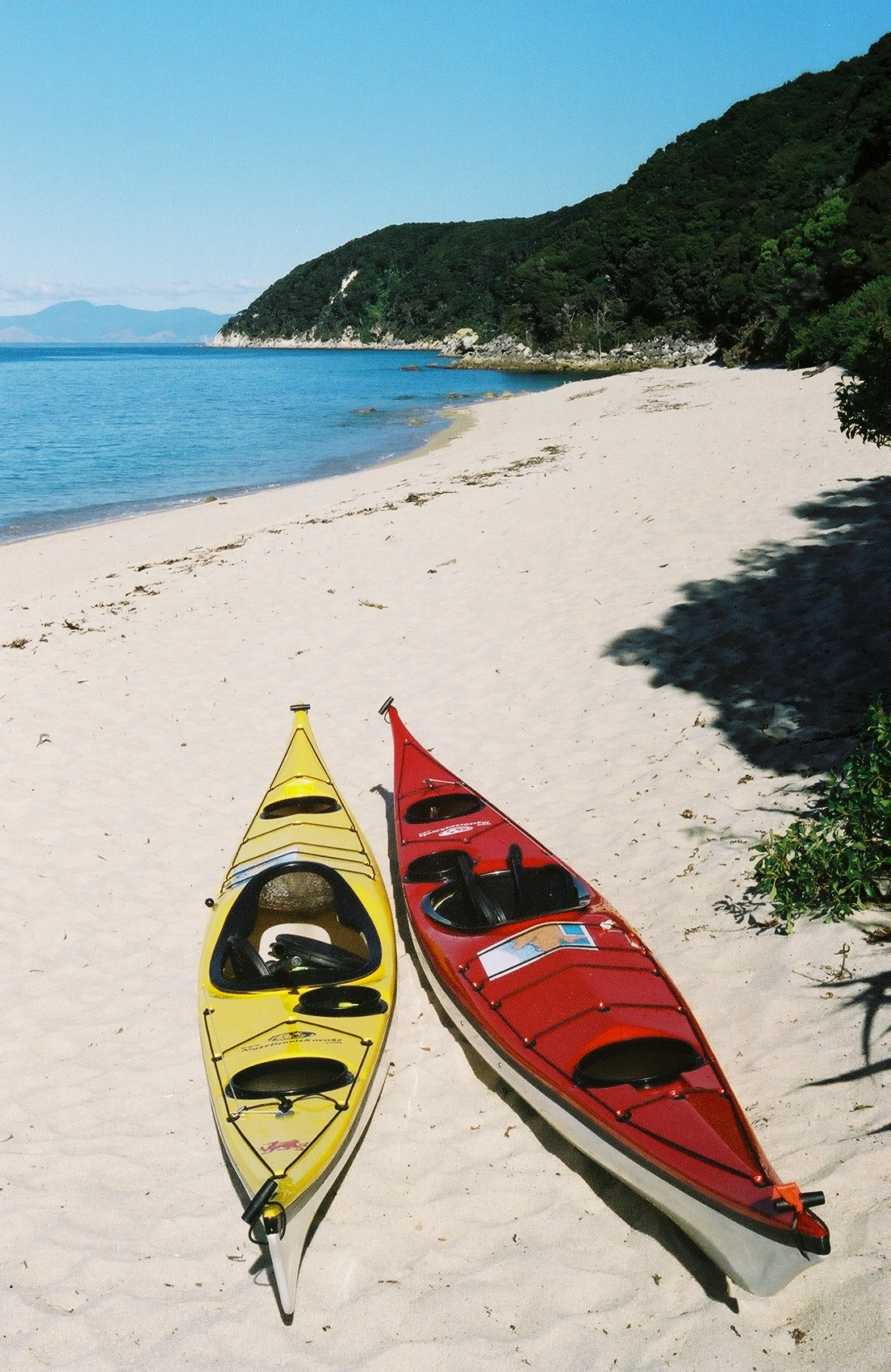
Морские каяки — более вытянутые, что облегчает передвижение по прямой. Также они имеют больший объём для перевозки вещей

Такое строение каяка специально приспособлено, чтобы держать курс, в том числе на волнении, не «зарываться» в волну. Назначение морского каяка — использование в прибрежной зоне в различных погодных условиях — волнение, ветер, прибой. Поэтому основные требования, которые предъявляют к морским каякам, — это умение бороться с волнами, управляемость и непотопляемость.
Разновидностью морских каяков можно назвать экспедиционные каяки, которые также называют «океаническими». Их отличают большие вместительные отсеки, которые герметично закрываются; количество отсеков может достигать четырёх. На таких каяках могут устанавливать руль, эластичные элементы обвязки для закрепления различных предметов на деке (например, запасное весло, бутылка с водой, картографические материалы, другое походное оборудование), леерную обвязку по периметру борта. Конструкция каяка может предусматривать специальное место для установки компаса, GPS-приемника.
Все современные морские каяки имеют герметичные отсеки, используемые в качестве места для хранения груза. Общая ёмкость таких отсеков может достигать значительной величины (100—200 литров), что позволяет перемещать весь необходимый для многодневных автономных экспедиций груз. Кроме того, наличие герметичных отсеков позволяет повысить плавучесть каяка и сделать его непотопляемым практически в любых условиях.
Некоторые модели морских каяков позволяют устанавливать на них аутригеры.